# Opichnia
Opichnia (ukrainien : Опішня, russe : Опошня) est une commune urbaine de l'oblast de Poltava, en Ukraine. Elle compte 5 182 habitants en 2021.